# Massuria
Massuria es un género de arañas cangrejo de la familia Thomisidae.

## Especies
- Massuria angulata Thorell, 1887
- Massuria bandian Tang & Li, 2010
- Massuria bellula Xu, Han & Li, 2008
- Massuria ovalis Tang & Li, 2010
- Massuria roonwali (Basu, 1964)
- Massuria sreepanchamii (Tikader, 1962)
- Massuria uthoracica Sen, Saha & Raychaudhuri, 2012
- Massuria watari Ono, 2002